# Noz-de-cola

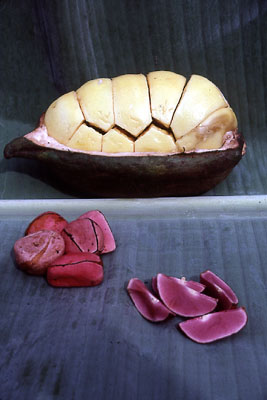
Sementes e frutos de Cola.

A noz-de-cola (também chamada de abajá, café-do-sudão, cola, mukezu, obi, não confundir com oribi, orobô Orogbo) é o fruto das plantas pertencentes ao gênero Cola da subfamília Sterculioideae (Malvaceae). As espécies mais comuns são encontradas na África Ocidental e na Indonésia. O grupo contém um total de 125 espécies.
O extracto é produzido principalmente a partir de duas espécies, Cola nitida (Vent.) Schott et Endl. ou Cola acuminata (Beauv.) Schott et Endl., nomeadamente a partir das suas sementes. Delas, é extraído quer cafeína, quer teobromina. Dados sugerem que as propriedades do extracto têm efeitos semelhantes, em termos de dose, ao da cafeína.

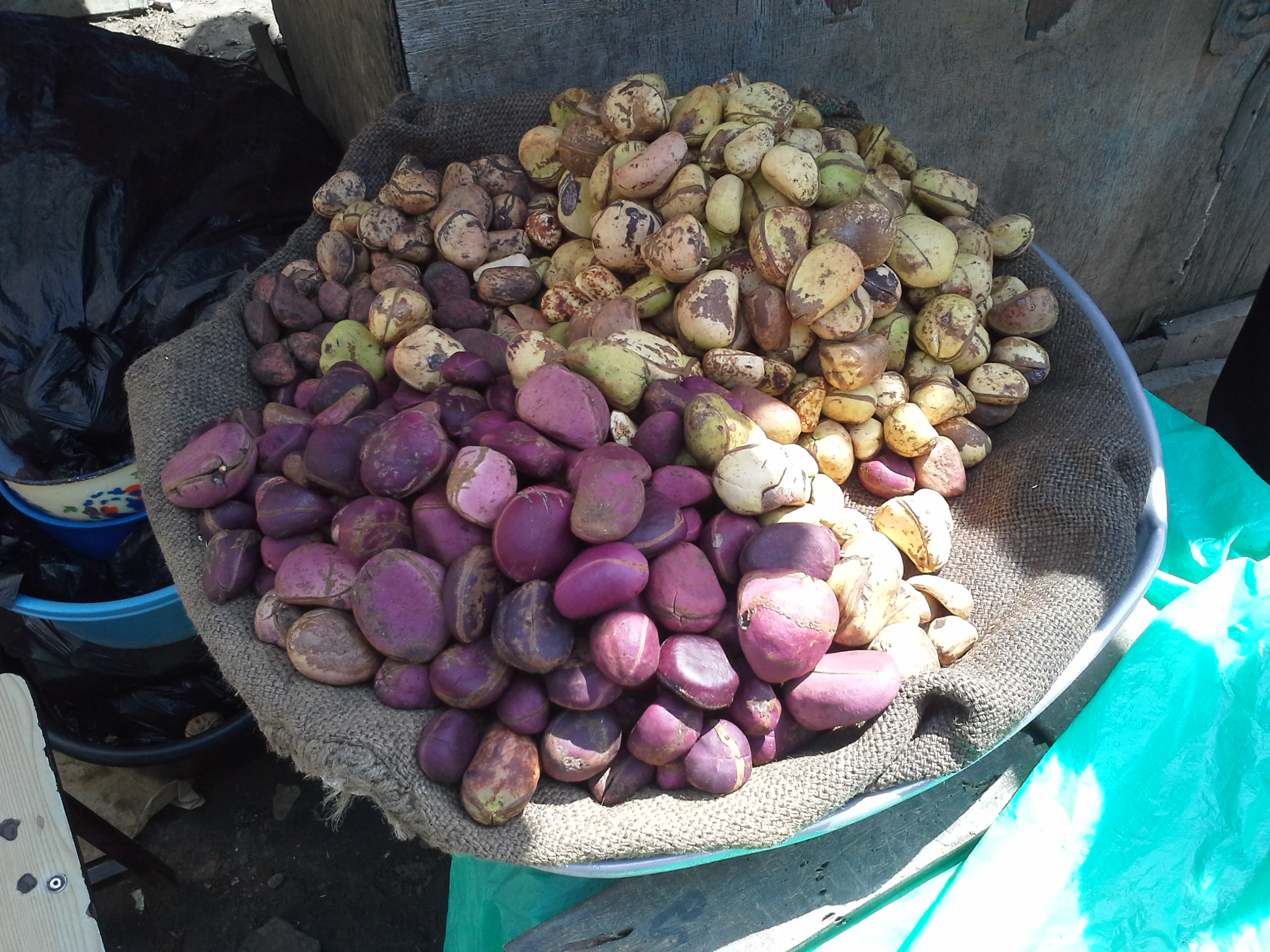
Obi

Possuindo um gosto amargo e grande quantidade de cafeína, a noz-de-cola é usada por muitas culturas do oeste africano, tanto individualmente quanto em grupo. Muitas vezes, é usada cerimonialmente ou dada para convidados.
A noz era utilizada originalmente para produzir refrigerantes de cola, mas foi substituída por aromatizantes artificiais visando a diminuir custos na produção em massa. Algumas exceções incluem a Red Kola da A.G. Barr plc, Harboe Original Taste Cola e Cricket Cola, a última feita de noz-de-cola e chá verde.
As sementes têm ação estimulante, regularizadora da circulação. Atuam como um tônico revigorante, excitante do sistema nervoso e muscular. É também antidiarreica e usada nos casos de anemia, convalescença de doenças graves, problemas estomacais e certas enxaquecas, e sobretudo nas perturbações funcionais do coração. As sementes contêm teobromina e cafeína, usadas por muitas pessoas como sucedâneo do cacau e do café.
A noz-de-cola cresce espontaneamente na África Ocidental e Central em climas quentes e úmidos. O uso de suas amêndoas difundiu-se na região norte da América Latina por intermédio de escravos de origem africana, que mascavam colas para suportar trabalhos penosos. Depois, foi levada a outros países com finalidades agroindustriais.
Com ela, é feita o xarope de cola, utilizada para ser ingrediente de refrigerantes de cola.
Esta espécie distingue-se por suas amêndoas conterem dois cotilédones grandes e inteiros, brancos ou avermelhados.